# 穆棱组
穆棱组是位于中国吉林、黑龙江等地的下白垩世地层，1929年由王恒升命名。该地层以灰白色细砂岩、粉砂岩为主，间夹灰黑色泥岩、灰绿色凝灰岩、凝灰砂岩以及煤层等。